# Église Saint-Sulpice de Ballée
L'église de Ballée est mentionnée dès le XIe siècle sous le nom de Capella de Balai.
Au cours du dernier quart de ce siècle, elle appartenait à des laïcs ; elle était desservie, au titre de simple chapelle par un prêtre, Hardouin, qui devint moine à l'abbaye de Marmoutier de Tours.
Dédiée à saint Sulpice, l'église de Ballée a conservé une partie de ses architectures romanes remaniées aux XVIIIe et XIXe siècles.
Le chœur vit sa reconstruction en 1735 puis on augmenta le sanctuaire de deux bas-côtés avant 1870, la flèche effilée datant de cette époque.
L'église abrite des stalles (XVIIIe siècle) qui proviennent de l'abbaye de Bellebranche, un bénitier assez curieux en marbre de Saint-Berthevin (XVIIe siècle) et des autels qui datent de 1694.
L'inventaire se déroula le jeudi 8 mars 1906.

## Sources
« Église Saint-Sulpice de Ballée », dans Alphonse-Victor Angot et Ferdinand Gaugain, Dictionnaire historique, topographique et biographique de la Mayenne, Laval, A. Goupil, 1900-1910 [détail des éditions] (BNF 34106789, présentation en ligne)